# Royal Aircraft Factory F.E.2
Entre 1911 y 1914, la Royal Aircraft Factory usó la designación F.E.2 (Farman Experimental 2) en tres aviones bastante diferentes, que sólo compartían una disposición común “Farman” de biplano propulsor.
El tercer modelo “F.E.2” fue operado como caza y bombardero diurno y nocturno por el Real Cuerpo Aéreo durante la Primera Guerra Mundial. Junto con el biplano propulsor monoplaza D.H.2 y el Nieuport 11, el F.E.2 fue fundamental para acabar con el Azote Fokker, que había  visto como el Servicio Aéreo alemán establecía una medida de superioridad aérea en el Frente Occidental desde finales del verano de 1915 hasta la primavera siguiente.

## Diseño y desarrollo
La designación Farman Experimental 2 se refiere a tres diseños bastante distintos (todos propulsores basados en la disposición general empleada por los diseñadores de aviones franceses, los hermanos Farman), pero por lo demás aviones completamente diferentes. Esta “reutilización” de la designación F.E.2 ha causado mucha confusión.

### F.E.2 (1911)

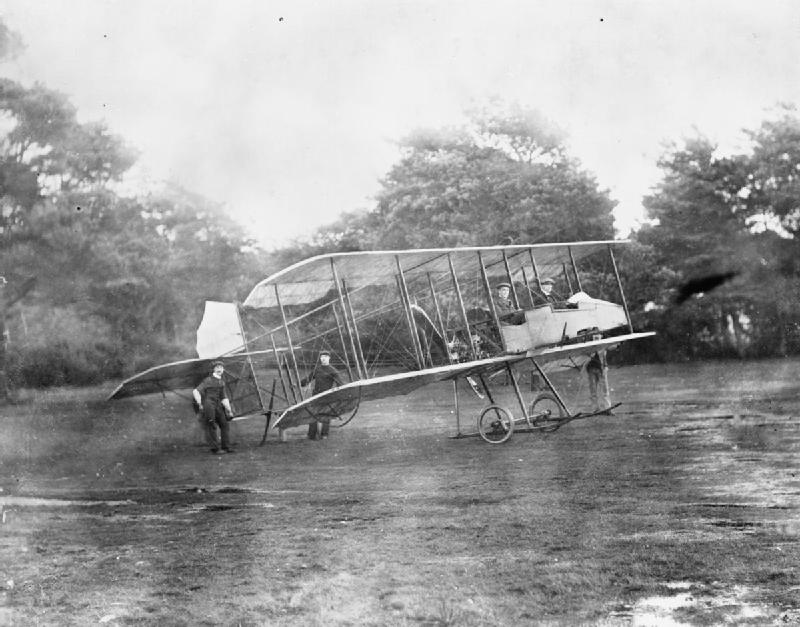
El primer F.E.2 (1911).

El primer F.E.2 fue diseñado por Geoffrey de Havilland en la Royal Aircraft Factory en 1911. Aunque se declaró que era una reconstrucción del F.E.1, un biplano propulsor diseñado y construido por De Havilland antes de que se uniera al personal de la Factory, de hecho era un avión enteramente nuevo, completándose la construcción antes de que el F.E.1 se accidentara en agosto de 1911. El nuevo avión se parecía a la forma final del F.E.1, sin elevador delantero, pero sentando a dos tripulantes en una góndola de madera y lona, y estaba propulsado por un motor rotativo Gnome de 37 kW (50 hp).
Realizó su primer vuelo el 18 de agosto de 1911, volado por De Havilland. Fue equipado con flotadores en abril de 1912, volando por primera vez de esta forma el 12 de abril del mismo año, pero estaba falto de potencia y su motor fue reemplazado posteriormente por un Gnome de 52 kW (70 hp), lo que le permitía despegar llevando un pasajero mientras estaba equipado con flotadores. Más tarde ese mismo año, el F.E.2, reequipado con tren de aterrizaje terrestre, fue modificado para llevar una ametralladora Maxim en un montaje flexible en el morro.

### F.E.2 (1913)

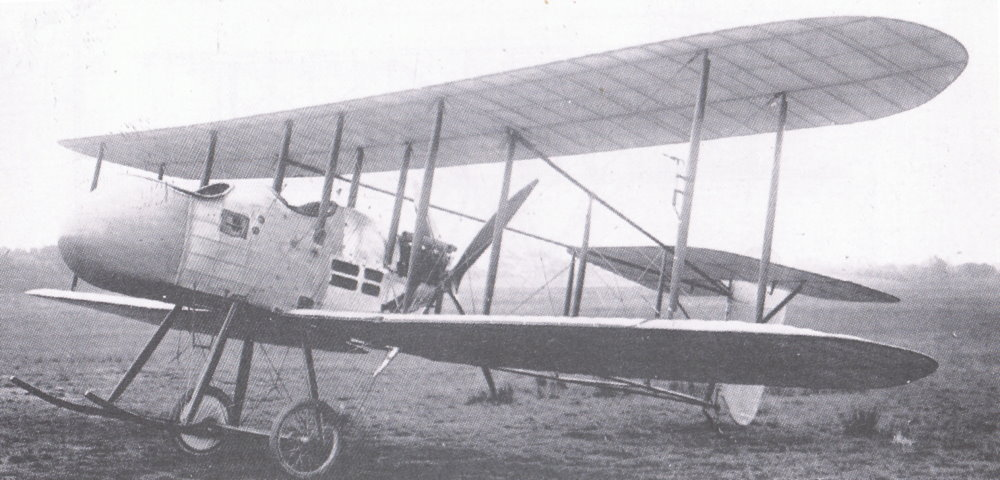
El segundo avión con la designación F.E.2 (1913).

El segundo F.E.2 era oficialmente una reconstrucción del primer F.E.2, y de hecho puede haber incluido algunos componentes del avión anterior. Sin embargo, era un diseño totalmente nuevo y mucho más moderno, mayor y más pesado que el avión de 1911, con la envergadura aumentada de 10,06 m a 12,80 m, y una góndola nueva y más aerodinámica. El peso cargado aumentó de los 545 kg a los 848 kg. El nuevo F.E.2 usaba las alas exteriores del B.E.2a, con deformación del ala en lugar de alerones para el control lateral, y estaba propulsado por un motor Renault de 70 hp. Resultó destruido cuando cayó en barrena desde 150 metros el 23 de febrero de 1914, debido probablemente a un área de cola insuficiente. El piloto, R. Kemp, sobrevivió al accidente, pero su pasajero resultó muerto.

### F.E.2 (1914)

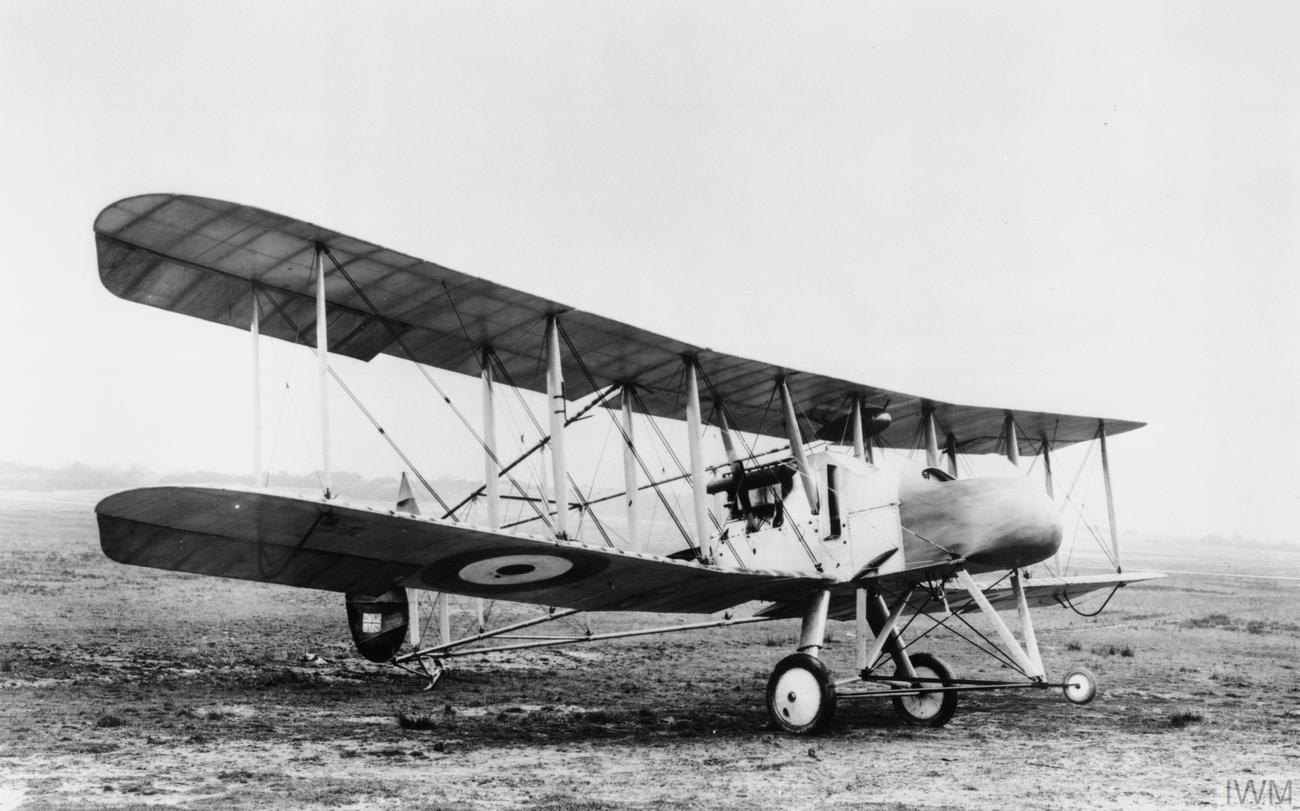
F.E.2a con el tren de aterrizaje original.

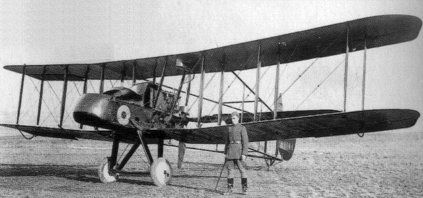
F.E.2b con el tren de aterrizaje en "V".

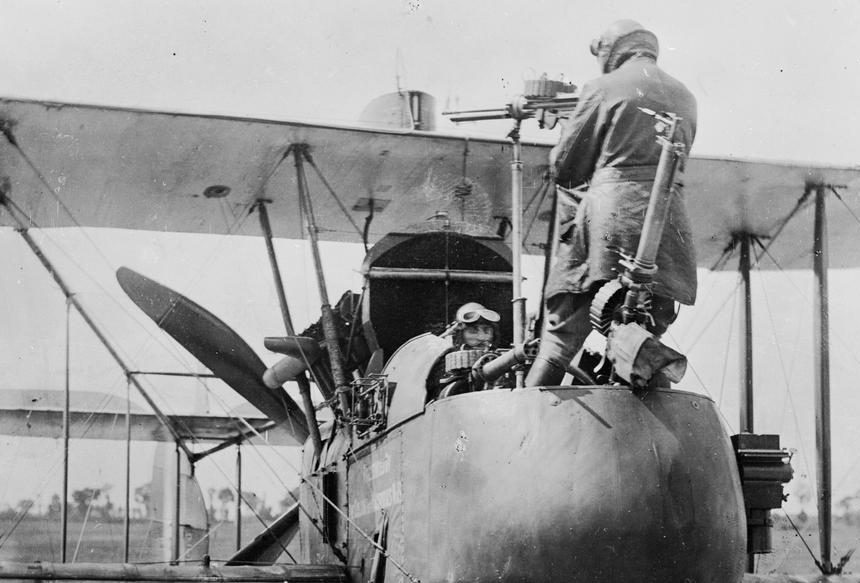
Un observador de F.E.2d demostrando el uso de la ametralladora Lewis de fuego trasero, que requería que se pusiera de pie sobre el aro de la cabina. Nótense la cámara y la Lewis fija (alternativa) para el piloto.

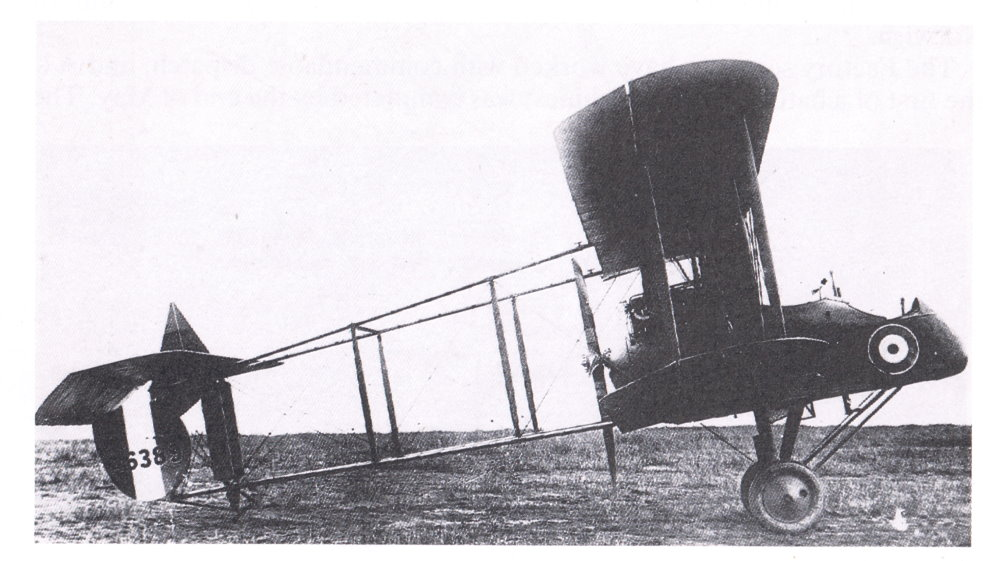
F.E 2d con la rueda de morro retirada.

Se comenzó a trabajar en otro diseño totalmente nuevo a mitad de 1914, el F.E.2a, ideado específicamente como “caza”, o como transporte de ametralladora (de la misma manera que el Vickers F.B.5 “Gunbus”). Aparte de la disposición “Farman”, no tenía relación directa con ninguno de los dos diseños anteriores: los paneles alares externos eran idénticos a los del B.E.2c. Era un biplaza con el observador en el morro de la góndola y el piloto sentado por encima y por detrás. El observador estaba armado con una ametralladora Lewis de 7,7 mm de tiro frontal en un montaje “escoba de bruja” diseñado especialmente, que le proporcionaba un amplio sector de fuego. La primera orden de producción de 12 aviones se realizó "desde la mesa de dibujo" (o sea, antes del primer vuelo), poco después del comienzo de la Primera Guerra Mundial. En esa época, la configuración “propulsora” era aerodinámicamente obsoleta, pero se retuvo para permitir un sector de fuego frontal despejado.
El tren de aterrizaje del “tercer” F.E.2 estaba particularmente bien diseñado (una pequeña rueda de morro prevenía los capotajes cuando se aterrizaba en terreno blando), y los amortiguadores oleoneumáticos también fueron apreciados por las tripulaciones cuando aterrizaban en campos abruptos e improvisados. Para reducir peso y resistencia, algunos de los aviones de producción fueron equipados con un tren de aterrizaje normal en “V”. No fue del todo popular y cuando se ideó un método para retirar la rueda del morro en campaña sin modificar los amortiguadores, se convirtió en la forma más común de tren aterrizaje del F.E.2. El tren aterrizaje en “V” se mantuvo como estándar para los bombarderos nocturnos F.E.2, ya que permitía transportar una gran bomba bajo la góndola.
El primer lote de producción consistió en 12 unidades de la variante inicial F.E.2a, con un gran freno aéreo bajo la sección central superior, y un motor Green E.6. El primer F.E.2a realizó su primer vuelo el 26 de enero de 1915, pero se encontró falto de potencia, y fue remotorizado con un motor en línea refrigerado por líquido Beardmore de 89 kW (120 hp), al igual que los restantes 11 aviones.
El F.E.2a fue rápidamente seguido por el modelo de producción principal, el F.E.2b, de nuevo propulsado por un Beardmore, inicialmente de 120 hp, aunque los F.E.2b posteriores recibieron el modelo de 119 kW (160 hp). El freno aéreo de la versión a no consiguió crear una reducción en la carrera de aterrizaje que valiera la pena y fue omitido para simplificar la producción. El modelo también podía llevar una carga de bombas externa, y fue equipado rutinariamente con una cámara de fotografía aérea estándar. Se construyeron un total de 1557 F.E.2b, aunque sólo unos pocos en la Royal Aircraft Factory, ya que la construcción de la mayor parte fue realizada por fabricantes privados británicos como G & J Weir, Boulton & Paul Ltd y Ransomes, Sims & Jefferies.
Al principio de la carrera del F.E.2b, se añadió una segunda ametralladora Lewis delante de la cabina del piloto, en un montaje alto telescópico para que el piloto pudiera disparar hacia delante, por encima de la cabeza del observador. En la práctica, esta arma fue apropiada por los observadores, especialmente cuando descubrieron que subiéndose al aro de las cabinas podían disparar hacia atrás, por encima del ala superior (superando en cierta medida la notoria deficiencia de los modelos propulsores en defensa trasera), aunque no consiguiera cubrir un gran punto ciego por debajo de la cola. La posición del observador era  precaria, especialmente cuando disparaba el “arma trasera”, y era susceptible de ser expulsado de su cabina, aunque su visibilidad era excelente en todas las direcciones, excepto directamente hacia atrás.
La disposición fue descrita por Frederick Libby, un as estadounidense que sirvió como observador de F.E.2b en 1916:

Cuando te levantabas para disparar, todo tu cuerpo desde las rodillas hacia arriba estaba expuesto a los elementos. No había un cinturón que te sujetase. Sólo tu agarre al arma y a los lados de la góndola te separaban de la eternidad. En la parte delantera de la góndola había un tubo hueco de acero con un soporte giratorio al que se anclaba la ametralladora. El arma cubría un gran sector de tiro hacia delante. Entre el observador y el piloto fue montada una segunda ametralladora, que disparaba por encima del ala superior del F.E.2b para proteger el avión de un ataque desde atrás... Ajustar y disparar esta arma requería que te pusieras de pie por encima de la góndola con tus pies en los laterales de la misma. No tenías nada de lo que preocuparte excepto de ser expulsado del avión por una ráfaga de aire o físicamente si el piloto hacía un movimiento en falso. No había paracaídas ni cinturones. No es de extrañar que necesitaran observadores.

La Royal Aircraft Factory era principalmente un establecimiento de investigación y se llevaron a cabo otros experimentos usando F.E.2b, incluyendo las pruebas de un foco, que funcionaba mediante un generador, unido a dos ametralladoras de 7,7 mm, aparentemente para realizar tareas de caza nocturna.
El F.E.2c fue una variante experimental de caza nocturna y bombardeo del F.E.2b, siendo el cambio principal el intercambio de las posiciones del piloto y el observador, para que el piloto tuviera la mejor visibilidad en los aterrizajes nocturnos. Se construyeron dos ejemplares en 1916, siendo la designación reutilizada en 1918 en una versión similar de bombardeo nocturno del F.E.2b, que fue usado por el 100 Squadron. Al final, la disposición del observador delantero se mantuvo en los aviones estándar.
El modelo final de producción fue el F.E.2d (386 construidos), que estaba propulsado por un motor Rolls-Royce Eagle de 186 kW (250 hp). Aunque el motor más potente no cambiaba mucho la velocidad máxima, especialmente a baja altura, mejoró las prestaciones en altitud, con 10 mph extra a 5000 pies. El motor Rolls-Royce también mejoró la carga útil, por lo que además de las dos armas del observador, se podían montar una o dos ametralladoras Lewis adicionales para disparar hacia delante, operadas por el piloto.
Al menos, dos F.E.2b fueron equipados con motores RAF 5 de 110 kW (150 hp) (una versión propulsora del motor RAF 4) en 1916, pero no hubo producción. El F.E.2h era un F.E.2 propulsado por un Siddeley Puma de 170 kW (230 hp). El prototipo (A6545) fue convertido en febrero de 1918 por Ransomes, Sims & Jefferies, con la esperanza de producir un caza nocturno con superiores prestaciones. Cuando fue probado en Martlesham Heath, demostró ser poco mejor que el F.E.2b. A pesar de ello, tres aviones más fueron convertidos al estándar F.E.2h, siendo equipados con un cañón Davis de 6 libras (57 mm), montado para disparar hacia abajo con propósitos de ataque al suelo.
Aunque el F.E.2d fue reemplazado por el Bristol Fighter, los antiguos F.E.2b demostraron ser un éxito inesperado como bombarderos nocturnos ligeros tácticos, y permanecieron como modelo estándar en esta tarea el resto de la guerra. Su régimen de ascenso y techo eran demasiado pobres para hacerlo un caza nocturno satisfactorio.

## Historia operacional

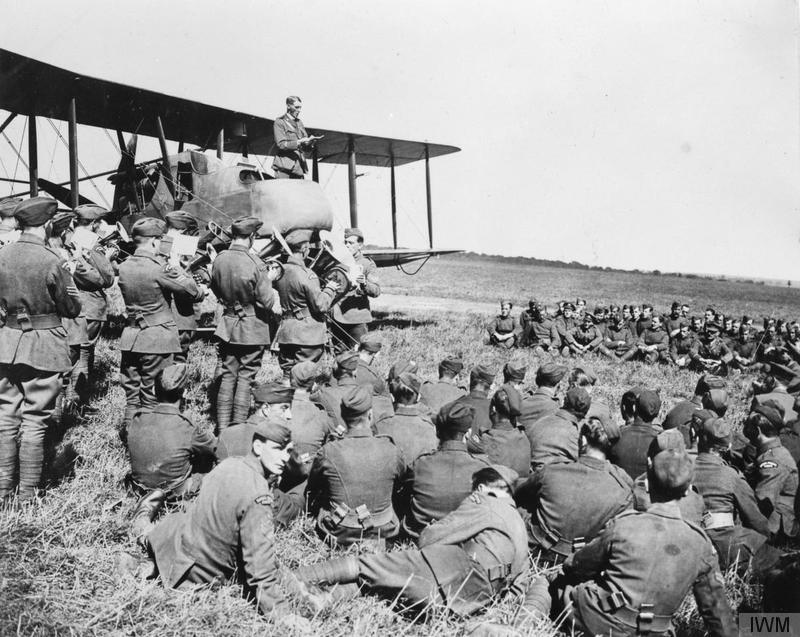
Un F.E.2b usado como "púlpito" por el capellán del RFC.

El F.E.2a entró en servicio en mayo de 1915 con el No. 6 Squadron del RFC, que usó el F.E.2 en conjunción con B.E.2 y un único Scout. El primer escuadrón equipado enteramente con el F.E.2 fue el 20 Squadron, desplegando en Francia el 23 de enero de 1916. En esta etapa, sirvió como avión de caza y de reconocimiento (finalmente, cerca de dos tercios de los F.E.2 fueron construidos como cazas (816), y un tercio, como bombarderos (395)). Las variantes F.E.2b y F.E.2d continuaron realizando operaciones diurnas hasta bien entrado 1917, mientras que la b continuó como bombardero nocturno estándar hasta agosto de 1918. En su apogeo, el F.E.2b equipó 16 escuadrones del RFC en Francia y 6 escuadrones de la Defensa Local en Inglaterra.
El 18 de junio de 1916, el as alemán Max Immelmann murió en combate contra aviones F.E.2b del No. 25 Squadron del RFC. El escuadrón reclamó la victoria, pero la versión alemana fue que el Eindecker de Immelmann se destrozó después de que su mecanismo de sincronización fallara y alcanzara su propia hélice, o que fue alcanzado por fuego amigo de armas antiaéreas alemanas. En cualquier caso, en esa época el F.E.2b se enfrentaba a los cazas monoplanos alemanes en términos más o menos similares y el llamado “Azote Fokker” ya había terminado.
En el otoño de 1916, la llegada de cazas alemanes más modernos como el D.I y el D.II significó que incluso el F.E.2d fuera superado, y por abril de 1917, había sido retirado de las patrullas ofensivas. A pesar de su obsolescencia en 1917, el F.E.2 todavía era muy apreciado por sus tripulaciones por su fortaleza y buenas características de vuelo, y todavía demostraba ser ocasionalmente un oponente difícil para incluso los mejores ases alemanes. El Rittmeister Baron von Richthofen resultó herido de gravedad en la cabeza durante un combate contra un avión F.E.2d en junio de 1917 (el Barón Rojo, como la mayoría de los pilotos alemanes de la época, clasificó el F.E.2 como un modelo “Vickers”, confundiéndolo con el anterior F.B.5).
En combate contra cazas monoplazas, los pilotos de los cazas F.E.2b formarían lo que probablemente fue el primer uso de lo que más tarde se conocería como el círculo Lufbery (círculo defensivo). En el caso del F.E.2, la intención era que el artillero de cada avión cubriera el punto ciego por debajo de la cola de su vecino, y así varios artilleros podrían disparar a cualquier enemigo que atacara al grupo. En ciertas ocasiones, formaciones de F.E.2 combatieron de vuelta desde muy por encima de las líneas, mientras estaban bajo ataque de cazas alemanes, usando esta táctica.
Aunque superado como caza diurno, el F.E.2 demostró ser muy adecuado para usarse de noche utilizado como caza nocturno en los escuadrones de la Defensa Local o en patrullas anti zepelín y como bombardero nocturno táctico ligero. Fue usado por primera vez como bombardero nocturno en noviembre de 1916, siendo formado el primer escuadrón de bombardeo nocturno especializado con F.E.2b en febrero de 1917. Se usaron F.E.2b como bombarderos nocturnos en ocho escuadrones de bombardeo hasta el final de la Primera Guerra Mundial, con hasta 860 aparatos siendo convertidos, o construidos, como bombarderos. El servicio como caza nocturno fue menos exitoso, debido a los pobres régimen de ascenso y techo del modelo.
Varios F.E.2b fueron equipados experimentalmente con sacos de flotación para operar sobre el agua, y también se usaron para realizar patrullas antisubmarinas, operando desde la isla de Grain en la desembocadura del río Támesis.
Un total de 35 aviones derivados del F.E.2 fueron vendidos a China en 1919 por Vickers como Vickers Instructional Machine (VIM), para ser usados como entrenadores avanzados, teniendo una góndola rediseñada equipada con controles dobles y propulsados por un motor Rolls Royce Eagle VIII.

## Variantes
F.E.2 (1911)
Primer modelo en llevar la designación F.E.2, uno construido.
F.E.2 (1913)
Segundo modelo en llevar la designación F.E.2, uno construido.
F.E.2 (1914, F.E.2a)
Tercer modelo en llevar la designación F.E.2, 12 construidos.
F.E.2b
Variante del F.E.2a sin freno aéreo y con motor Beardmore, 1557 construidos.
F.E.2c
Variante de bombardeo nocturno del F.E.2b, dos construidos en 1916 (designación reutilizada en 1918).
F.E.2d
Variante con motor Rolls-Royce Eagle, 386 construidos.
F.E.2h
Variante con motor Siddeley Puma, cuatro conversiones.

## Operadores
Australia
- Cuerpo Aéreo Australiano

 China
- Fuerza Aérea de la República de China

 Estados Unidos
- Fuerza Expedicionaria Estadounidense

 Reino Unido
- Real Cuerpo Aéreo/Real Fuerza Aérea

## Apariciones notables en la ficción popular
La novela War Story de Derek Robinson trata del ficticio Hornet Squadron que vuela el F.E.2b, y más tarde el F.E.2d, describiendo cómo se volaba el caza, en los meses que precedieron a la batalla del Somme.
La novela Across The Blood-Red Skies de Robert Radcliffe es narrada por un piloto de F.E.2, y ofrece un vistazo de las habilidades requeridas para volar el aeroplano.
La novela One Spring in Picardy es la historia de un escuadrón de bombarderos nocturnos F.E.2b en Francia en la primavera de 1918.
El personaje Biggles del Capitán W. E. Johns comienza su carrera operativa en el ficticio 169 Squadron, volando el F.E.2b.
La serie de cinco libros de Grif Hosker acerca de los combates aéreos del Real Cuerpo Aéreo en la Primera Guerra Mundial: 1914, 1915-Fokker Scourge, 1916-Angels Over the Somme, 1917-Eagles Fall, y 1918-We Will Remember Them, describe vívidamente combates desde un F.E.2. El protagonista, el ficticio Capitán Bill Harsker, comienza su carrera de vuelo como artillero alistado en la parte delantera de un “gunbus”  y promociona hasta convertirse en un piloto líder. En el libro de 1917, el F.E.2 sufre mucho a manos de un caza alemán más avanzado y Harsker cambia a un Sopwith.

## Supervivientes y réplicas

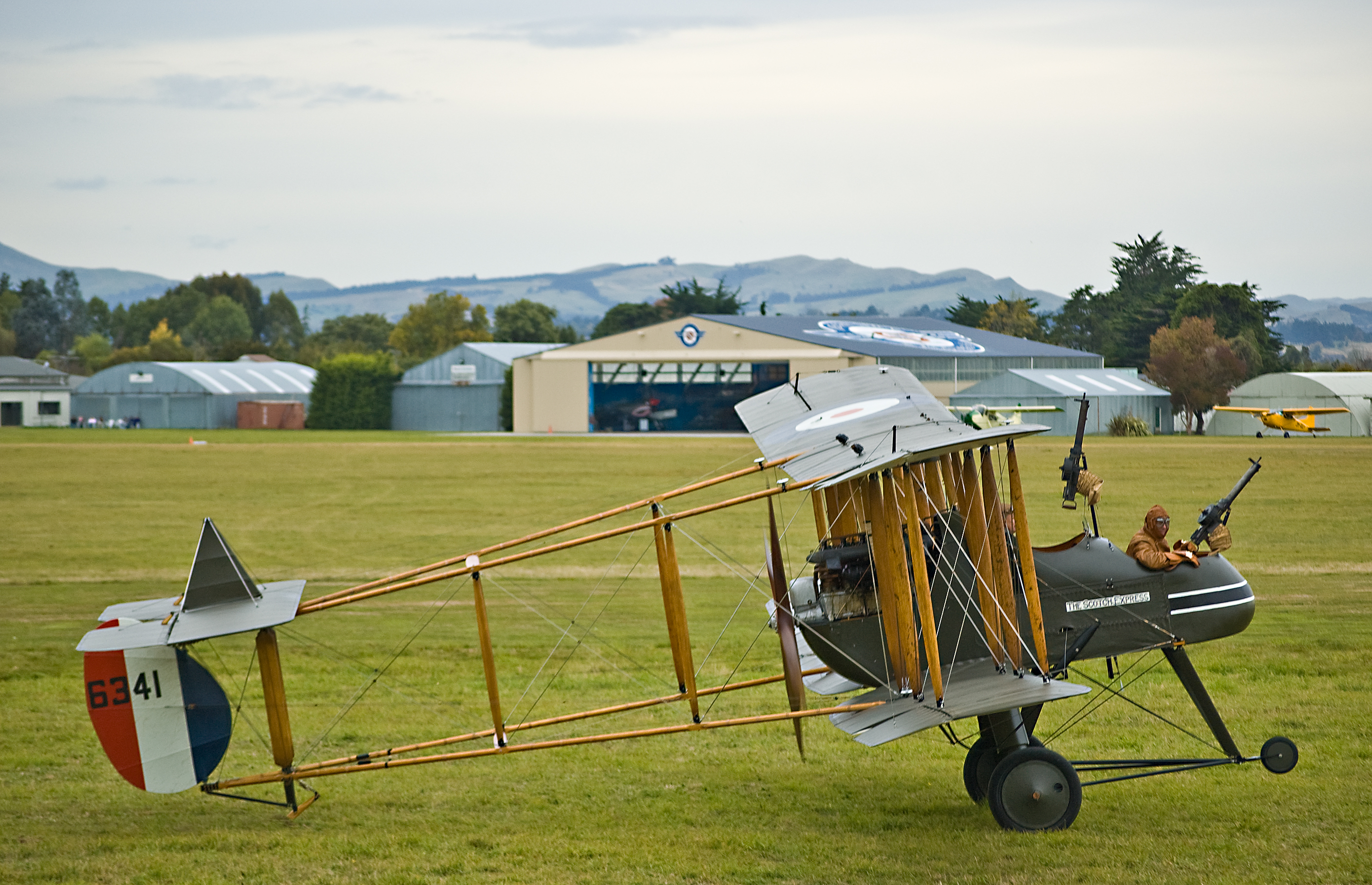
La réplica en estado de vuelo construida por Vintage Aviator Ltd hace su debut el 25 de abril de 2009 en el Hood Aerodrome, Nueva Zelanda.

El Museo de la Real Fuerza Aérea Británica de Londres exhibe un F.E.2b. Los soportes de las alas y la cola son réplicas, pero la góndola y el motor del avión son originales. La góndola fue realizada en 1918 por Richard Garrett & Sons, que fueron subcontratados para realizar góndolas para Boulton & Paul Ltd, que ensamblaba el avión completo. Sin embargo, está góndola quedó inacabada y nunca se construyó un avión completo. Fue retenida por Garrett hasta 1976, cuando pasó al RAF Museum. En 1986, el museo comenzó un proyecto de restauración y encargó la construcción de réplicas de las alas y la cola; se compró un motor Beardmore en Nueva Zelanda en 1992. La larga restauración fue finalmente completada y el avión fue puesto en exhibición en 2009.
Dos reproducciones de F.E.2b, una con todos los estándares de aeronavegabilidad y equipada con un motor Beardmore genuino, han sido construidas por The Vintage Aviator Ltd de Nueva Zelanda.

## Especificaciones (F.E.2b)
Referencia datos: Warplanes of the First World War: Fighters, Volume Two

### Características generales
- Tripulación: Dos (piloto y observador/artillero)
- Longitud: 9,8 m (32,3 ft)
- Envergadura: 14,6 m (47,7 ft)
- Altura: 3,9 m (12,7 ft)
- Superficie alar: 45,9 m² (494,1 ft²)
- Peso vacío: 935 kg (2060,7 lb)
- Peso cargado: 1378 kg (3037,1 lb)
- Planta motriz: 1× motor lineal de 6 cilindros refrigerado por agua Beardmore.
  - Potencia: 120 kW (165 HP; 163 CV)
- Hélices: Propulsora de cuatro palas de madera de paso fijo

### Rendimiento
- Velocidad máxima operativa (Vno): 147 km/h (92 MPH; 80 kt)
- Alcance: 3 h
- Techo de vuelo: 3400 m (11 155 ft)
- Carga alar: 30 kg/m² (6,1 lb/ft²)
- Potencia/peso: 0,087 kW/kg (0,053 hp/lb)
- Tiempo a altitud: 39 min, 44 s para 3048 m (10 000 pies)

### Armamento
- Ametralladoras: 

  - 1 o 2x Lewis de 7,7 mm para el observador (una montada en la parte delantera, y otra de fuego trasero por encima del ala superior)
  - 1 o 2x Lewis de 7,7 mm montadas opcionalmente para el piloto en el F.E.2d.
- Bombas: 

  - Hasta 235 kg

## Aeronaves relacionadas

### Desarrollos relacionados
- Royal Aircraft Factory F.E.1
- Royal Aircraft Factory F.E.8
- Vickers VIM

### Aeronaves similares
- Vickers F.B.5
- Airco DH.1

### Secuencias de designación
- Secuencia F.E._ (interna de Royal Aircraft Factory (Farman Experimental, Fighting Experimental)): F.E.1 - F.E.2 (1911) - F.E.2 (1913) - F.E.2 (1914) - F.E.3 - F.E.4 - F.E.6 →